# Haras de Białka
Le haras de Białka est un haras de chevaux situé à Białka en Pologne, fonctionnant sous la forme d'une société à responsabilité limitée (SARL), et qui fait partie des entités appartenant à Małopolska Hodowlina Roślin Sp. z o.o. (élevages de Małopolska Ltd.), engagée dans la reproduction d'étalons desservant des haras de chevaux demi-sang et des haras d'éleveurs privés de la région de Lublin. Le haras de Białka compte environ 100 étalons pour 120 chevaux au total, surtout des Pur sang arabes, en activité depuis 1981 à Białka. C'est le troisième plus grand haras de Pologne, après les haras de Michałów et Janów Podlaski. L'entreprise élève également des vaches laitières et gère 400 hectares de terres et 25 hectares d'étangs piscicoles.

## Histoire
L'histoire du haras de Białka remonte à 1928, lorsque la décision de sa création est prise par les autorités de la Seconde République de Pologne, liée aux besoins de la cavalerie de l'armée polonaise d'établir un haras d'étalons. C'est alors qu'a débuté la construction d'écuries solidement bâties en pierre calcaire locale pour 200 chevaux, et d'un complexe d'autres bâtiments de gestion pour le haras (qui existent toujours), des installations commerciales et techniques et des blocs résidentiels. Les premiers chevaux sont arrivés à Białka en 1930. Le troupeau est resté sur place pendant l'occupation allemande, jusqu'à son évacuation au fin fond du Reich en 1944. Après la guerre, le troupeau a été retrouvé en 1947 et s'est maintenu jusqu'à nos jours, enrichi d'un élevage parallèle de chevaux arabes de pure race, dont les premières juments sont arrivées en 1981.
Ce haras est historiquement voué au Pur-sang arabe et au Malopolski.
Jusqu'en 1994, le haras a fonctionné sous le nom de Stallion Stud Białka. En 1994, il a été transformé en Haras des étalons du Trésor public de Białka. Depuis 1995, il opère sous le nom de Stallion Stud Białka Ltd.
Il a reçu le championnat de Pologne des jeunes chevaux Anglo-arabes en 2017

## Description
Le haras s'étend sur 300 hectares de terrain.